# NGC 7286
NGC 7286 is een spiraalvormig sterrenstelsel in het sterrenbeeld Pegasus. Het hemelobject werd op 15 september 1828 ontdekt door de Britse astronoom John Herschel.

## Synoniemen
- UGC 12043
- MCG 5-53-2
- ZWG 495.2
- KAZ 289
- PGC 68922